# Liste des monuments historiques de la Somme
Cet article recense les monuments historiques de la Somme, en France.
- Pour les monuments historiques de la commune d'Amiens, voir la Liste des monuments historiques d'Amiens
- Pour les monuments historiques de la commune d'Abbeville, voir la Liste des monuments historiques d'Abbeville

## Statistiques
Au 30 juillet 2025, la Somme compte 427 édifices comportant au moins une protection au titre des monuments historiques, dont 140 sont classés et 298 sont inscrits. Le total des monuments classés et inscrits est supérieur au nombre total de monuments protégés car plusieurs d'entre eux sont à la fois classés et inscrits.
Plusieurs édifices sont répartis sur plusieurs communes :
- l'oppidum de Liercourt-Érondelle, sur les territoires d'Érondelle et de Liercourt ;
- le château de Bertangles, sur les territoires de Bertangles et de Poulainville ;
- le château d'Heilly, sur les territoires d'Heilly et de Ribemont-sur-Ancre ;
- le château de Querrieu, sur les territoires de Pont-Noyelles et de Querrieu ;
- le château de Regnière-Écluse, sur les territoires de Machy, de Regnière-Écluse et de Vron ;
- le château du Saulchoix, sur les territoires de Clairy-Saulchoix et  de Revelles ;
- le château de Tilloloy, sur les territoires de Laucourt et de Tilloloy ;
- le domaine du Vivier, sur les territoires d'Albert et de Méaulte ;
- le mémorial de Thiepval, sur les territoires d'Authuille et de Thiepval ;
- l'usine Saint Frères, sur les territoires de Flixecourt et de Ville-le-Marclet.

## Liste
- Haut – A
- B
- C
- D
- E
- F
- G
- H
- I
- J
- K
- L
- M
- N
- O
- P
- Q
- R
- S
- T
- U
- V
- W
- X
- Y
- Z

### A
| Monument                                                  | Commune                                                    | Adresse                                          | Coordonnées                                      | Notice                                           | Protection                                       | Date                                             | Illustration                                              |
| --------------------------------------------------------- | ---------------------------------------------------------- | ------------------------------------------------ | ------------------------------------------------ | ------------------------------------------------ | ------------------------------------------------ | ------------------------------------------------ | --------------------------------------------------------- |
|                                                           | Abbeville                                                  | Voir liste des monuments historiques d'Abbeville | Voir liste des monuments historiques d'Abbeville | Voir liste des monuments historiques d'Abbeville | Voir liste des monuments historiques d'Abbeville | Voir liste des monuments historiques d'Abbeville | Voir liste des monuments historiques d'Abbeville          |
| Église Notre-Dame-de-l'Assomption d'Ailly-le-Haut-Clocher | Ailly-le-Haut-Clocher                                      |                                                  | 50° 04′ 33″ nord, 1° 59′ 42″ est                 | « PA00116037 »                                   | Classé                                           | 1910                                             | Église Notre-Dame-de-l'Assomption d'Ailly-le-Haut-Clocher |
| Tours des ducs de Luynes                                  | Airaines                                                   |                                                  | 49° 57′ 54″ nord, 1° 56′ 24″ est                 | « PA00116038 »                                   | Inscrit                                          | 1926                                             | Tours des ducs de Luynes                                  |
| Prieuré d'Airaines église, prieuré                        | Airaines                                                   |                                                  | 49° 57′ 46″ nord, 1° 56′ 22″ est                 | « PA00116039 »                                   | Classé Classé                                    | 1840 1932                                        | Prieuré d'Airaineséglise, prieuré                         |
| Église Saint-Denis d'Airaines                             | Airaines                                                   |                                                  | 49° 57′ 54″ nord, 1° 56′ 46″ est                 | « PA00116040 »                                   | Classé                                           | 1941                                             | Église Saint-Denis d'Airaines                             |
| Basilique Notre-Dame de Brebières                         | Albert                                                     |                                                  | 50° 00′ 15″ nord, 2° 38′ 54″ est                 | « PA80000002 »                                   | Classé                                           | 2004                                             | Basilique Notre-Dame de Brebières                         |
| Domaine du Vivier                                         | Albert                                                     |                                                  | 49° 59′ 00″ nord, 2° 38′ 51″ est                 | « PA00116272 »                                   | Inscrit                                          | 1990                                             | Image manquante Téléverser                                |
| Jardin public d'Albert                                    | Albert                                                     | Rue Jules-Ferry                                  | 50° 00′ 07″ nord, 2° 38′ 47″ est                 | « PA80000063 »                                   | Inscrit                                          | 2009                                             | Jardin public d'Albert                                    |
| Église de la Trinité d'Allery                             | Allery                                                     |                                                  | 49° 57′ 43″ nord, 1° 53′ 48″ est                 | « PA00116041 »                                   | Classé                                           | 1920                                             | Église de la Trinité d'Allery                             |
|                                                           | Amiens                                                     | Voir liste des monuments historiques d'Amiens    | Voir liste des monuments historiques d'Amiens    | Voir liste des monuments historiques d'Amiens    | Voir liste des monuments historiques d'Amiens    | Voir liste des monuments historiques d'Amiens    | Voir liste des monuments historiques d'Amiens             |
| Abbaye de Valloires                                       | Argoules                                                   |                                                  | 50° 20′ 55″ nord, 1° 49′ 08″ est                 | « PA00116080 »                                   | Classé Classé                                    | 1907 1964                                        | Abbaye de Valloires                                       |
| Château d'Argoules                                        | Argoules                                                   |                                                  | 50° 20′ 30″ nord, 1° 50′ 10″ est                 | « PA80000065 »                                   | Inscrit                                          | 2009                                             | Château d'Argoules                                        |
| Château d'Argœuves                                        | Argœuves                                                   | Grande Rue                                       | 49° 55′ 47″ nord, 2° 13′ 31″ est                 | « PA80000075 »                                   | Inscrit                                          | 2013                                             | Château d'Argœuves                                        |
| Château d'Arry                                            | Arry                                                       |                                                  | 50° 16′ 39″ nord, 1° 43′ 32″ est                 | « PA00116081 »                                   | Classé                                           | 1879                                             | Château d'Arry                                            |
| Grès de Saint-Martin                                      | Assevillers                                                |                                                  | 49° 53′ 49″ nord, 2° 50′ 05″ est                 | « PA00116082 »                                   | Classé                                           | 1899                                             | Grès de Saint-Martin                                      |
| Église Notre-Dame-de-l'Assomption d'Athies                | Athies                                                     |                                                  | 49° 51′ 17″ nord, 2° 58′ 49″ est                 | « PA00116083 »                                   | Classé                                           | 1862                                             | Église Notre-Dame-de-l'Assomption d'Athies                |
| Mémorial terre-neuvien de Beaumont-Hamel                  | Auchonvillers (également sur la commune de Beaumont-Hamel) |                                                  | 50° 04′ 26″ nord, 2° 38′ 48″ est                 | « PA00116090 »                                   | Inscrit                                          | 2017                                             | Mémorial terre-neuvien de Beaumont-Hamel                  |
| Église Saint-Pierre d'Ault                                | Ault                                                       |                                                  | 50° 06′ 03″ nord, 1° 26′ 54″ est                 | « PA00116084 »                                   | Classé                                           | 1976                                             | Église Saint-Pierre d'Ault                                |
| Petit casino d'Onival                                     | Ault                                                       | Onival 83 rue de Saint-Valery Avenue du Casino   | 50° 06′ 28″ nord, 1° 27′ 15″ est                 | « PA80000020 »                                   | Inscrit                                          | 2000                                             | Petit casino d'Onival                                     |
| Église Notre-Dame d'Aumâtre                               | Aumâtre                                                    |                                                  | 49° 55′ 05″ nord, 1° 46′ 01″ est                 | « PA00116085 »                                   | Inscrit                                          | 1926                                             | Église Notre-Dame d'Aumâtre                               |
| Mémorial de Thiepval                                      | Authuille (également sur la commune de Thiepval)           |                                                  | 50° 03′ 02″ nord, 2° 41′ 09″ est                 | « PA80000092 »                                   | Inscrit                                          | 2016                                             | Mémorial de Thiepval                                      |
| Château d'Avesnes                                         | Avesnes-Chaussoy                                           |                                                  | 49° 54′ 02″ nord, 1° 52′ 14″ est                 | « PA00116086 »                                   | Inscrit                                          | 1980                                             | Château d'Avesnes                                         |

- Haut – A
- B
- C
- D
- E
- F
- G
- H
- I
- J
- K
- L
- M
- N
- O
- P
- Q
- R
- S
- T
- U
- V
- W
- X
- Y
- Z

### B
| Monument                                                  | Commune                                                                    | Adresse                  | Coordonnées                      | Notice                        | Protection                    | Date                | Illustration                                              |
| --------------------------------------------------------- | -------------------------------------------------------------------------- | ------------------------ | -------------------------------- | ----------------------------- | ----------------------------- | ------------------- | --------------------------------------------------------- |
| Pierre d'Oblicamp                                         | Bavelincourt                                                               | Pierre d'Oblicamp        | 49° 59′ 24″ nord, 2° 28′ 22″ est | « PA00116087 »                | Classé                        | 1970                | Pierre d'Oblicamp                                         |
| Église Notre-Dame-de-l'Assomption de Béalcourt            | Béalcourt                                                                  | Mons                     | 50° 11′ 58″ nord, 2° 10′ 57″ est | « PA00116088 »                | Inscrit                       | 1926                | Église Notre-Dame-de-l'Assomption de Béalcourt            |
| Château de Beaucamps-le-Jeune                             | Beaucamps-le-Jeune                                                         | Rue Chantereine          | 49° 49′ 03″ nord, 1° 46′ 17″ est | « PA00135577 »                | Classé                        | 2003                | Château de Beaucamps-le-Jeune                             |
| Église Notre-Dame-de-l'Assomption de Beaufort-en-Santerre | Beaufort-en-Santerre                                                       |                          | 49° 46′ 35″ nord, 2° 40′ 04″ est | « PA00116089 »                | Inscrit                       | 1926                | Église Notre-Dame-de-l'Assomption de Beaufort-en-Santerre |
| Mémorial terre-neuvien de Beaumont-Hamel                  | Beaumont-Hamel (également sur le territoire de la commune d'Auchonvillers) |                          | 50° 04′ 26″ nord, 2° 38′ 48″ est | « PA00116090 »                | Inscrit                       | 2017                | Mémorial terre-neuvien de Beaumont-Hamel                  |
| Église Saint-Jean-Baptiste de Beauquesne                  | Beauquesne                                                                 |                          | 50° 05′ 12″ nord, 2° 23′ 35″ est | « PA00116090 »                | Inscrit                       | 1926                | Église Saint-Jean-Baptiste de Beauquesne                  |
| Usine Saint Frères                                        | Beauval                                                                    |                          | 50° 06′ 52″ nord, 2° 20′ 28″ est | « PA80000086 » « PA80000087 » | Inscrit                       | 2015                | Usine Saint Frères                                        |
| Ancienne église de Becquigny                              | Becquigny                                                                  |                          | 49° 41′ 35″ nord, 2° 37′ 18″ est | « PA00116091 »                | Classé                        | 1927                | Ancienne église de Becquigny                              |
| Église Saint-Aubin de Boëncourt                           | Béhen                                                                      | Boëncourt                | 50° 03′ 23″ nord, 1° 46′ 06″ est | « PA80000009 »                | Inscrit                       | 1998                | Église Saint-Aubin de Boëncourt                           |
| Église Saint-Josse de Béhen                               | Béhen                                                                      |                          | 50° 03′ 24″ nord, 1° 45′ 22″ est | « PA00116092 »                | Inscrit                       | 1926 1965           | Église Saint-Josse de Béhen                               |
| Manoir des Alleux manoir, ferme                           | Béhen                                                                      |                          | 50° 02′ 38″ nord, 1° 46′ 01″ est | « PA00116278 »                | Inscrit                       | 1992                | Image manquante Téléverser                                |
| Château de Belloy-Saint-Léonard                           | Belloy-Saint-Léonard                                                       |                          | 49° 54′ 22″ nord, 1° 54′ 17″ est | « PA00116093 »                | Inscrit                       | 1986                | Image manquante Téléverser                                |
| Château d'En-Bas de Belloy-sur-Somme                      | Belloy-sur-Somme                                                           |                          | 49° 57′ 43″ nord, 2° 07′ 54″ est | « PA80000071 »                | Inscrit Classé Classé         | 2009 2011 2011      | Image manquante Téléverser                                |
| Château d'En-Haut de Belloy-sur-Somme                     | Belloy-sur-Somme                                                           |                          | 49° 58′ 12″ nord, 2° 08′ 17″ est | « PA00116094 »                | Inscrit                       | 1966                | Château d'En-Haut de Belloy-sur-Somme                     |
| Château de Bernâtre                                       | Bernâtre                                                                   |                          | 50° 11′ 51″ nord, 2° 05′ 29″ est | « PA80000010 »                | Inscrit                       | 1998                | Château de Bernâtre                                       |
| Maison de la Poste                                        | Bernay-en-Ponthieu                                                         |                          | 50° 16′ 11″ nord, 1° 44′ 37″ est | « PA00116095 »                | Inscrit                       | 1926                | Maison de la Poste                                        |
| Église Saint-Pierre de Berneuil                           | Berneuil                                                                   |                          | 50° 05′ 45″ nord, 2° 10′ 16″ est | « PA00116096 »                | Classé                        | 1921                | Église Saint-Pierre de Berneuil                           |
| Château de Bertangles                                     | Bertangles                                                                 |                          | 49° 58′ 21″ nord, 2° 18′ 06″ est | « PA00116097 »                | Classé Inscrit Classé Inscrit | 1982 2001 2006 2009 | Château de Bertangles                                     |
| Église Saint-Vincent de Bertangles                        | Bertangles                                                                 |                          | 49° 58′ 19″ nord, 2° 18′ 02″ est | « PA80000028 »                | Inscrit                       | 2001                | Église Saint-Vincent de Bertangles                        |
| Abbaye Notre-Dame de Berteaucourt-les-Dames               | Berteaucourt-les-Dames                                                     | Rue Marcel-Bodelu        | 50° 02′ 54″ nord, 2° 09′ 29″ est | « PA00135578 »                | Classé                        | 1995                | Abbaye Notre-Dame de Berteaucourt-les-Dames               |
| Abbatiale de Berteaucourt-les-Dames                       | Berteaucourt-les-Dames                                                     |                          | 50° 02′ 55″ nord, 2° 09′ 31″ est | « PA00116098 »                | Classé                        | 1840                | Abbatiale de Berteaucourt-les-Dames                       |
| Église Notre-Dame de Bettencourt-Rivière                  | Bettencourt-Rivière (hameau de Rivière)                                    | Rivière                  | 49° 59′ 35″ nord, 1° 59′ 00″ est | « PA00116099 »                | Inscrit Inscrit               | 1973 2011           | Église Notre-Dame de Bettencourt-Rivière                  |
| Église Saint-Médard de Blangy-sous-Poix                   | Blangy-sous-Poix                                                           |                          | 49° 45′ 48″ nord, 2° 00′ 27″ est | « PA00116100 »                | Classé                        | 1907                | Église Saint-Médard de Blangy-sous-Poix                   |
| Église Saint-Valery de Boismont                           | Boismont                                                                   |                          | 50° 09′ 12″ nord, 1° 41′ 04″ est | « PA00116101 »                | Inscrit                       | 1926                | Église Saint-Valery de Boismont                           |
| Chapelle du Souvenir français                             | Bouchavesnes-Bergen                                                        | 2 route nationale        | 49° 59′ 52″ nord, 2° 54′ 38″ est | « PA80000090 »                | Inscrit                       | 2016                | Chapelle du Souvenir français                             |
| Église Saint-Pierre de Bouchon                            | Bouchon                                                                    |                          | 50° 02′ 10″ nord, 2° 01′ 40″ est | « PA00116102 »                | Classé Inscrit                | 1930 2001           | Église Saint-Pierre de Bouchon                            |
| Château de Bouillancourt-en-Séry                          | Bouillancourt-en-Séry                                                      |                          | 49° 57′ 41″ nord, 1° 37′ 44″ est | « PA80000023 »                | Inscrit                       | 2001                | Château de Bouillancourt-en-Séry                          |
| Église Saint-Martin de Bourdon                            | Bourdon                                                                    |                          | 49° 59′ 12″ nord, 2° 04′ 32″ est | « PA00116103 »                | Inscrit                       | 1926                | Église Saint-Martin de Bourdon                            |
| Croix de chemin de Martaigneville                         | Bourseville                                                                | Chemin de Martaigneville | 50° 06′ 00″ nord, 1° 30′ 50″ est | « PA80000011 »                | Inscrit                       | 1999                | Croix de chemin de Martaigneville                         |
| Abbaye Notre-Dame de Séry                                 | Bouttencourt                                                               |                          | 49° 56′ 35″ nord, 1° 36′ 45″ est | « PA80000097 »                | Inscrit                       | 2016                | Abbaye Notre-Dame de Séry                                 |
| Église Saint-Étienne de Bouttencourt                      | Bouttencourt                                                               |                          | 49° 56′ 44″ nord, 1° 36′ 47″ est | « PA00116104 »                | Classé Inscrit                | 1908 1926           | Église Saint-Étienne de Bouttencourt                      |
| Château de Bovelles                                       | Bovelles                                                                   |                          | 49° 53′ 06″ nord, 2° 08′ 16″ est | « PA00116105 »                | Inscrit                       | 1989                | Château de Bovelles                                       |
| Château de Boves                                          | Boves                                                                      | Quartier Notre-Dame      | 49° 50′ 36″ nord, 2° 22′ 51″ est | « PA00116106 »                | Inscrit                       | 1926                | Château de Boves                                          |
| Église Notre-Dame de la Nativité de Boves                 | Boves                                                                      |                          | 49° 50′ 40″ nord, 2° 22′ 58″ est | « PA00116107 »                | Inscrit                       | 1975                | Église Notre-Dame de la Nativité de Boves                 |
| Château de Brailly-Cornehotte                             | Brailly-Cornehotte                                                         | Rue du Général-de-Gaulle | 50° 12′ 56″ nord, 1° 57′ 22″ est | « PA00116108 »                | Inscrit                       | 1926                | Château de Brailly-Cornehotte                             |
| Église Saint-Nicolas de Bray-sur-Somme                    | Bray-sur-Somme                                                             |                          | 49° 56′ 23″ nord, 2° 43′ 04″ est | « PA00116109 »                | Classé                        | 1908                | Église Saint-Nicolas de Bray-sur-Somme                    |
| Château de Buigny-Saint-Maclou                            | Buigny-Saint-Maclou                                                        |                          | 50° 09′ 21″ nord, 1° 48′ 40″ est | « PA00116279 »                | Inscrit                       | 1992                | Château de Buigny-Saint-Maclou                            |

- Haut – A
- B
- C
- D
- E
- F
- G
- H
- I
- J
- K
- L
- M
- N
- O
- P
- Q
- R
- S
- T
- U
- V
- W
- X
- Y
- Z

### C
| Monument                                              | Commune                    | Adresse                 | Coordonnées                      | Notice         | Protection              | Date      | Illustration                                          |
| ----------------------------------------------------- | -------------------------- | ----------------------- | -------------------------------- | -------------- | ----------------------- | --------- | ----------------------------------------------------- |
| Parc archéologique de la Garenne (site paléolithique) | Cagny                      | route de Saint-Fuscien  | 49° 51′ 26″ nord, 2° 20′ 24″ est | « PA00116110 » | Classé                  | 1959      | Parc archéologique de la Garenne (site paléolithique) |
| Église Sainte-Croix de Caix                           | Caix                       |                         | 49° 48′ 57″ nord, 2° 38′ 45″ est | « PA00116111 » | Classé                  | 1906      | Église Sainte-Croix de Caix                           |
| Église Saint-Martin de Cambron                        | Cambron                    |                         | 50° 06′ 40″ nord, 1° 46′ 15″ est | « PA00116112 » | Inscrit                 | 1926      | Église Saint-Martin de Cambron                        |
| Église Saint-Nicolas de Camps-en-Amiénois             | Camps-en-Amiénois          |                         | 49° 52′ 50″ nord, 1° 58′ 19″ est | « PA00116113 » | Inscrit                 | 1926      | Église Saint-Nicolas de Camps-en-Amiénois             |
| Château de Canaples                                   | Canaples                   | Rue du Château          | 50° 03′ 06″ nord, 2° 12′ 54″ est | « PA80000076 » | Inscrit                 | 2013      | Château de Canaples                                   |
| Église Notre-Dame de l'Heure                          | Caours                     |                         | 50° 07′ 32″ nord, 1° 52′ 17″ est | « PA00116114 » | Inscrit                 | 1926      | Église Notre-Dame de l'Heure                          |
| Manoir de l'Heure                                     | Caours                     |                         | 50° 07′ 29″ nord, 1° 52′ 05″ est | « PA00132919 » | Inscrit                 | 1994      | Manoir de l'Heure                                     |
| Église Saint-Nicolas de Cappy                         | Cappy                      |                         | 49° 55′ 41″ nord, 2° 45′ 27″ est | « PA00116115 » | Classé                  | 1919      | Église Saint-Nicolas de Cappy                         |
| Abri du Benoît-Champy                                 | Cayeux-sur-Mer             |                         | 50° 11′ 05″ nord, 1° 29′ 42″ est | « PA80000051 » | Inscrit                 | 2006      | Abri du Benoît-Champy                                 |
| Église Saint-Georges de Cerisy                        | Cerisy                     |                         | 49° 54′ 23″ nord, 2° 38′ 19″ est | « PA00116116 » | Classé                  | 1919      | Église Saint-Georges de Cerisy                        |
| Oppidum de La Chaussée-Tirancourt (Camp César)        | La Chaussée-Tirancourt     |                         | 49° 56′ 59″ nord, 2° 10′ 37″ est | « PA00116117 » | Classé                  | 1862      | Oppidum de La Chaussée-Tirancourt (Camp César)        |
| Château de Tirancourt                                 | La Chaussée-Tirancourt     |                         | 49° 57′ 03″ nord, 2° 09′ 42″ est | « PA80000108 » | Inscrit                 | 2019      | Château de Tirancourt                                 |
| Château de Chaussoy-Epagny                            | Chaussoy-Epagny            |                         | 49° 43′ 30″ nord, 2° 19′ 40″ est | « PA00116280 » | Inscrit                 | 1992      | Image manquante Téléverser                            |
| Église Saint-Denis de Chaussoy-Epagny                 | Chaussoy-Epagny            |                         | 49° 43′ 23″ nord, 2° 20′ 33″ est | « PA00125669 » | Inscrit                 | 1993      | Église Saint-Denis de Chaussoy-Epagny                 |
| Blockhaus allemand de La Chavatte                     | La Chavatte                |                         | à géolocaliser                   | « PA80000072 » | Inscrit                 | 2012      | Image manquante Téléverser                            |
| Moulin d'Yonville                                     | Citerne                    | Rue d'Oisemont          | 49° 58′ 36″ nord, 1° 48′ 30″ est | « PA00132920 » | Inscrit                 | 1994      | Image manquante Téléverser                            |
| Château du Saulchoix                                  | Clairy-Saulchoix           |                         | 49° 51′ 12″ nord, 2° 08′ 22″ est | « PA80000066 » | Inscrit                 | 2009      | Image manquante Téléverser                            |
| Église Saint-Martin de Cocquerel                      | Cocquerel                  |                         | 50° 02′ 42″ nord, 1° 57′ 03″ est | « PA00116118 » | Classé                  | 1913      | Église Saint-Martin de Cocquerel                      |
| Château de Contay                                     | Contay                     |                         | 50° 00′ 22″ nord, 2° 28′ 50″ est | « PA80000070 » | Inscrit                 | 2010      | Château de Contay                                     |
| Église Saint-Hilaire de Contay                        | Contay                     |                         | 50° 00′ 18″ nord, 2° 28′ 49″ est | « PA00116119 » | Inscrit                 | 1926      | Église Saint-Hilaire de Contay                        |
| Château de Wailly (Somme)                             | Conty                      | Wailly                  | 49° 46′ 00″ nord, 2° 09′ 23″ est | « PA00116120 » | Classé Inscrit          | 1974      | Château de Wailly (Somme)                             |
| Église Saint-Antoine de Conty                         | Conty                      |                         | 49° 44′ 28″ nord, 2° 09′ 01″ est | « PA00116121 » | Classé                  | 1908      | Église Saint-Antoine de Conty                         |
| Église Saint-Vaast de Wailly                          | Conty                      | Wailly                  | 49° 46′ 05″ nord, 2° 09′ 19″ est | « PA80000021 » | Classé                  | 2004      | Église Saint-Vaast de Wailly                          |
| Abbatiale Saint-Pierre de Corbie                      | Corbie                     |                         | 49° 54′ 32″ nord, 2° 30′ 36″ est | « PA00116125 » | Classé                  | 1919      | Abbatiale Saint-Pierre de Corbie                      |
| Abbaye de Corbie (Porche)                             | Corbie                     |                         | 49° 54′ 32″ nord, 2° 30′ 37″ est | « PA00116122 » | Classé                  | 1907      | Abbaye de Corbie (Porche)                             |
| Ancienne collégiale Saint-Etienne de Corbie           | Corbie                     |                         | 49° 54′ 34″ nord, 2° 30′ 33″ est | « PA00116124 » | Classé                  | 1907      | Ancienne collégiale Saint-Etienne de Corbie           |
| Église Notre-Dame de La Neuville de Corbie            | Corbie                     | La Neuville sous Corbie | 49° 54′ 48″ nord, 2° 29′ 30″ est | « PA00116123 » | Classé                  | 1895      | Église Notre-Dame de La Neuville de Corbie            |
| Église Saint-Nicolas de Coullemelle                   | Coullemelle                |                         | 49° 40′ 03″ nord, 2° 25′ 29″ est | « PA00132921 » | Inscrit                 | 1994      | Église Saint-Nicolas de Coullemelle                   |
| Château de Courcelles-sous-Moyencourt                 | Courcelles-sous-Moyencourt |                         | 49° 48′ 49″ nord, 2° 02′ 31″ est | « PA00116126 » | Classé Inscrit          | 1969 1989 | Château de Courcelles-sous-Moyencourt                 |
| Château de Creuse (Somme)                             | Creuse                     | Rue de Revelles         | 49° 50′ 22″ nord, 2° 09′ 51″ est | « PA00133027 » | Inscrit Inscrit (Ferme) | 1994 2013 | Château de Creuse (Somme)                             |
| Église Saint-Médard de Croix-Moligneaux               | Croix-Moligneaux           |                         | 49° 48′ 57″ nord, 3° 00′ 09″ est | « PA00116127 » | Classé                  | 1922      | Église Saint-Médard de Croix-Moligneaux               |
| Église Saint-Pierre du Crotoy                         | Le Crotoy                  |                         | 50° 12′ 48″ nord, 1° 37′ 33″ est | « PA80000109 » | Inscrit                 | 2019      | Église Saint-Pierre du Crotoy                         |
| Abbaye du Gard                                        | Crouy-Saint-Pierre         |                         | 49° 57′ 49″ nord, 2° 06′ 12″ est | « PA00116128 » | Inscrit                 | 1969      | Abbaye du Gard                                        |

- Haut – A
- B
- C
- D
- E
- F
- G
- H
- I
- J
- K
- L
- M
- N
- O
- P
- Q
- R
- S
- T
- U
- V
- W
- X
- Y
- Z

### D
| Monument                                            | Commune              | Adresse                                    | Coordonnées                      | Notice         | Protection     | Date      | Illustration                                        |
| --------------------------------------------------- | -------------------- | ------------------------------------------ | -------------------------------- | -------------- | -------------- | --------- | --------------------------------------------------- |
| Usine du Parquet Loutré                             | Daours               |                                            | 49° 54′ 25″ nord, 2° 27′ 29″ est | « PA80000052 » | Inscrit        | 2006      | Usine du Parquet Loutré                             |
| Château de Davenescourt                             | Davenescourt         | 1 place du Jeu-de-Battoir                  | 49° 42′ 41″ nord, 2° 35′ 52″ est | « PA00116129 » | Classé Inscrit | 1977 2009 | Château de Davenescourt                             |
| Église Saint-Martin de Davenescourt                 | Davenescourt         |                                            | 49° 42′ 32″ nord, 2° 35′ 45″ est | « PA00116130 » | Classé         | 1920      | Église Saint-Martin de Davenescourt                 |
| Pierre de Gargantua                                 | Doingt               | Entre la rivière de Cologne et la R.D. 937 | 49° 55′ 30″ nord, 2° 57′ 36″ est | « PA00116131 » | Classé         | 1840      | Pierre de Gargantua                                 |
| Église Saint-Médard de Domart-en-Ponthieu           | Domart-en-Ponthieu   |                                            | 50° 04′ 29″ nord, 2° 07′ 30″ est | « PA00116132 » | Inscrit        | 1926      | Église Saint-Médard de Domart-en-Ponthieu           |
| Maison échevinale de Domart-en-Ponthieu             | Domart-en-Ponthieu   |                                            | 50° 04′ 25″ nord, 2° 07′ 26″ est | « PA00116133 » | Classé         | 1840      | Maison échevinale de Domart-en-Ponthieu             |
| Château de la Tour (Dompierre-sur-Authie)           | Dompierre-sur-Authie |                                            | 50° 18′ 16″ nord, 1° 55′ 14″ est | « PA00116135 » | Inscrit        | 1926      | Château de la Tour (Dompierre-sur-Authie)           |
| Château de Dompierre-sur-Authie                     | Dompierre-sur-Authie |                                            | 50° 18′ 15″ nord, 1° 55′ 13″ est | « PA00116134 » | Inscrit        | 1965      | Château de Dompierre-sur-Authie                     |
| Ancien presbytère et Muches de Domqueur             | Domqueur             |                                            | 50° 06′ 50″ nord, 2° 02′ 53″ est | « PA00116281 » | Inscrit        | 1992      | Ancien presbytère et Muches de Domqueur             |
| Église Notre-Dame-de-l'Assomption de Doudelainville | Doudelainville       |                                            | 50° 00′ 10″ nord, 1° 46′ 18″ est | « PA00116136 » | Inscrit        | 1926      | Église Notre-Dame-de-l'Assomption de Doudelainville |
| Chapelle funéraire Maille-Lansorne                  | Doullens             |                                            | 50° 09′ 19″ nord, 2° 21′ 03″ est | « PA80000056 » | Inscrit        | 2007      | Image manquante Téléverser                          |
| Citadelle de Doullens                               | Doullens             |                                            | 50° 09′ 06″ nord, 2° 20′ 06″ est | « PA00116137 » | Inscrit        | 1978      | Citadelle de Doullens                               |
| Ancienne église Saint-Pierre de Doullens            | Doullens             | Place Thélu                                | 50° 09′ 20″ nord, 2° 20′ 36″ est | « PA00116138 » | Classé         | 1924      | Ancienne église Saint-Pierre de Doullens            |
| Hôtel-Dieu de Doullens                              | Doullens             | Rue d'Arras                                | 50° 09′ 19″ nord, 2° 20′ 44″ est | « PA00116139 » | Inscrit        | 1986      | Hôtel-Dieu de Doullens                              |
| Beffroi de Doullens et maison communale             | Doullens             | Rue du Bourg                               | 50° 09′ 19″ nord, 2° 20′ 28″ est | « PA00116140 » | Inscrit        | 1966      | Beffroi de Doullens et maison communale             |
| Musée Lombart                                       | Doullens             | 7 rue du Musée                             | 50° 09′ 17″ nord, 2° 20′ 37″ est | « PA80000074 » | Inscrit        | 2012      | Musée Lombart                                       |
| Salle du Commandement unique                        | Doullens             |                                            | 50° 09′ 26″ nord, 2° 20′ 28″ est | « PA80000003 » | Classé         | 1998      | Salle du Commandement unique                        |
| Château de Dromesnil                                | Dromesnil            |                                            | 49° 52′ 40″ nord, 1° 51′ 53″ est | « PA00116141 » | Classé Inscrit | 1980      | Château de Dromesnil                                |

- Haut – A
- B
- C
- D
- E
- F
- G
- H
- I
- J
- K
- L
- M
- N
- O
- P
- Q
- R
- S
- T
- U
- V
- W
- X
- Y
- Z

### E
| Monument                                              | Commune             | Adresse                             | Coordonnées                      | Notice         | Protection | Date           | Illustration                                          |
| ----------------------------------------------------- | ------------------- | ----------------------------------- | -------------------------------- | -------------- | ---------- | -------------- | ----------------------------------------------------- |
| Château d'Eaucourt-sur-Somme                          | Eaucourt-sur-Somme  |                                     | 50° 03′ 40″ nord, 1° 52′ 58″ est | « PA00116142 » | Inscrit    | 1926           | Château d'Eaucourt-sur-Somme                          |
| La Pierre qui pousse                                  | Eppeville           | Chemin du Halage Marais d'Eppeville | 49° 44′ 42″ nord, 3° 02′ 43″ est | « PA00116143 » | Classé     | 1889           | La Pierre qui pousse                                  |
| Église Sainte-Marie-Madeleine d'Équennes-Éramecourt   | Équennes-Éramecourt | Rue de l'Église                     | 49° 44′ 04″ nord, 1° 57′ 35″ est | « PA80000012 » | Inscrit    | 1998           | Église Sainte-Marie-Madeleine d'Équennes-Éramecourt   |
| Oppidum de Liercourt-Érondelle                        | Érondelle           | Le Camp de César                    | 50° 02′ 26″ nord, 1° 53′ 04″ est | « PA00116144 » | Classé     | 1964           | Oppidum de Liercourt-Érondelle                        |
| Château d'Essertaux                                   | Essertaux           |                                     | 49° 44′ 27″ nord, 2° 14′ 23″ est | « PA00116145 » | Inscrit    | 1926 2008 2009 | Château d'Essertaux                                   |
| Église Saint-Jacques d'Essertaux                      | Essertaux           |                                     | 49° 44′ 25″ nord, 2° 14′ 29″ est | « PA00116146 » | Inscrit    | 1969           | Église Saint-Jacques d'Essertaux                      |
| Église Notre-Dame-de-l'Assomption d'Estrées-lès-Crécy | Estrées-lès-Crécy   |                                     | 50° 15′ 11″ nord, 1° 55′ 34″ est | « PA00116147 » | Inscrit    | 1926           | Église Notre-Dame-de-l'Assomption d'Estrées-lès-Crécy |
| Abbaye de Moreaucourt                                 | L'Étoile            |                                     | 50° 00′ 45″ nord, 2° 03′ 34″ est | « PA00116149 » | Inscrit    | 1926           | Abbaye de Moreaucourt                                 |
| Oppidum de L'Étoile (Somme)                           | L'Étoile            |                                     | 50° 01′ 37″ nord, 2° 00′ 45″ est | « PA00116148 » | Classé     | 1862           | Oppidum de L'Étoile (Somme)                           |
| Château d'Étréjust                                    | Étréjust            |                                     | 49° 54′ 41″ nord, 1° 53′ 11″ est | « PA00116150 » | Inscrit    | 1986           | Château d'Étréjust                                    |

- Haut – A
- B
- C
- D
- E
- F
- G
- H
- I
- J
- K
- L
- M
- N
- O
- P
- Q
- R
- S
- T
- U
- V
- W
- X
- Y
- Z

### F
| Monument                                                            | Commune                                                   | Adresse                  | Coordonnées                      | Notice         | Protection             | Date      | Illustration                                                        |
| ------------------------------------------------------------------- | --------------------------------------------------------- | ------------------------ | -------------------------------- | -------------- | ---------------------- | --------- | ------------------------------------------------------------------- |
| Église Sainte-Benoîte de Falvy                                      | Falvy                                                     |                          | 49° 49′ 17″ nord, 2° 57′ 29″ est | « PA00116151 » | Classé                 | 1907      | Église Sainte-Benoîte de Falvy                                      |
| Château de Ferrières                                                | Ferrières                                                 | 2 place Jean de Tourtier | 49° 53′ 35″ nord, 2° 10′ 42″ est | « PA80000034 » | Inscrit                | 2003      | Château de Ferrières                                                |
| Église Notre-Dame-de-l'Assomption de Feuquières-en-Vimeu            | Feuquières-en-Vimeu                                       |                          | 50° 03′ 36″ nord, 1° 36′ 26″ est | « PA00116152 » | Classé                 | 1915      | Église Notre-Dame-de-l'Assomption de Feuquières-en-Vimeu            |
| Église Saint-Pierre de Fieffes-Montrelet                            | Fieffes-Montrelet                                         | Fieffes                  | 50° 04′ 44″ nord, 2° 13′ 50″ est | « PA00116153 » | Classé                 | 1921      | Église Saint-Pierre de Fieffes-Montrelet                            |
| Monument allemand de Flaucourt                                      | Flaucourt                                                 |                          | 49° 54′ 44″ nord, 2° 52′ 02″ est | « PA80000017 » | Inscrit                | 1999      | Monument allemand de Flaucourt                                      |
| Château de Flesselles                                               | Flesselles                                                |                          | 50° 00′ 04″ nord, 2° 15′ 34″ est | « PA00116154 » | Inscrit                | 1979      | Château de Flesselles                                               |
| Château de la Navette de Flixecourt                                 | Flixecourt                                                | 14 rue Pierre Legrand    | 50° 01′ 04″ nord, 2° 04′ 20″ est | « PA00116155 » | Inscrit Inscrit (parc) | 1980 2013 | Château de la Navette de Flixecourt                                 |
| Usine Saint Frères                                                  | Flixecourt                                                |                          | 50° 01′ 08″ nord, 2° 04′ 39″ est | « PA80000013 » | Inscrit                | 1998      | Usine Saint Frères                                                  |
| Château de Folleville                                               | Folleville                                                |                          | 49° 40′ 37″ nord, 2° 21′ 45″ est | « PA00116282 » | Inscrit                | 1992      | Château de Folleville                                               |
| Église Saint-Jacques-le-Majeur-et-Saint-Jean-Baptiste de Folleville | Folleville                                                |                          | 49° 40′ 36″ nord, 2° 21′ 48″ est | « PA00116156 » | Classé                 | 1862      | Église Saint-Jacques-le-Majeur-et-Saint-Jean-Baptiste de Folleville |
| Château de Vieulaines                                               | Fontaine-sur-Somme                                        | Vieulaines               | 50° 01′ 27″ nord, 1° 57′ 37″ est | « PA00116274 » | Inscrit                | 1990      | Château de Vieulaines                                               |
| Église Notre-Dame-de-l'Assomption de Vieulaines                     | Fontaine-sur-Somme                                        | Vieulaines               | 50° 01′ 28″ nord, 1° 57′ 32″ est | « PA00116158 » | Inscrit                | 1974      | Église Notre-Dame-de-l'Assomption de Vieulaines                     |
| Église Saint-Riquier de Fontaine-sur-Somme                          | Fontaine-sur-Somme                                        |                          | 50° 01′ 44″ nord, 1° 56′ 18″ est | « PA00116157 » | Classé                 | 1941      | Église Saint-Riquier de Fontaine-sur-Somme                          |
| Église de la Nativité-de-la-Vierge de Forest-l'Abbaye               | Forest-l'Abbaye                                           |                          | 50° 12′ 26″ nord, 1° 49′ 26″ est | « PA00116159 » | Classé                 | 1920      | Église de la Nativité-de-la-Vierge de Forest-l'Abbaye               |
| Château de Foucaucourt-Hors-Nesle                                   | Foucaucourt-Hors-Nesle                                    |                          | 49° 54′ 51″ nord, 1° 43′ 23″ est | « PA80000033 » | Inscrit                | 2002      | Château de Foucaucourt-Hors-Nesle                                   |
| Mémorial national australien de Villers-Bretonneux                  | Fouilloy (également sur la commune de Villers-Bretonneux) |                          | 49° 53′ 13″ nord, 2° 30′ 45″ est | « PA80000103 » | Inscrit                | 2017      | Mémorial national australien de Villers-Bretonneux                  |
| Église Saint-Jean-Baptiste de Fourdrinoy                            | Fourdrinoy                                                |                          | 49° 55′ 07″ nord, 2° 06′ 25″ est | « PA00116160 » | Inscrit                | 1926      | Église Saint-Jean-Baptiste de Fourdrinoy                            |
| Église Saint-Martin de Franleu                                      | Franleu                                                   | Rue de l'Église          | 50° 05′ 54″ nord, 1° 38′ 21″ est | « PA80000079 » | Inscrit                | 2014      | Église Saint-Martin de Franleu                                      |
| Château de Fransu                                                   | Fransu                                                    |                          | 50° 06′ 34″ nord, 2° 05′ 31″ est | « PA80000046 » | Inscrit                | 2004      | Château de Fransu                                                   |
| Église Saint-Pierre de Frémontiers                                  | Frémontiers                                               |                          | 49° 45′ 32″ nord, 2° 04′ 27″ est | « PA00116161 » | Inscrit Classé         | 1926 1931 | Église Saint-Pierre de Frémontiers                                  |
| Moulin de Frémontiers                                               | Frémontiers                                               |                          | 49° 45′ 31″ nord, 2° 04′ 28″ est | « PA00116275 » | Inscrit                | 1990      | Moulin de Frémontiers                                               |
| Croix de Fresnoy-lès-Roye (En majeure partie détruite)              | Fresnoy-lès-Roye                                          | Cimetière                | 49° 44′ 13″ nord, 2° 46′ 31″ est | « PA00116162 » | Classé                 | 1897      | Croix de Fresnoy-lès-Roye (En majeure partie détruite)              |
| Chapelle des Templiers d'Écoreau                                    | Frettecuisse                                              | Ecoreau                  | 49° 54′ 54″ nord, 1° 48′ 17″ est | « PA00116163 » | Inscrit                | 1926      | Chapelle des Templiers d'Écoreau                                    |
| Église Saint-Étienne de Friville-Escarbotin                         | Friville-Escarbotin                                       | Friville                 | 50° 04′ 55″ nord, 1° 32′ 22″ est | « PA00116164 » | Inscrit                | 1981      | Église Saint-Étienne de Friville-Escarbotin                         |
| Église Saint-Pierre de Frohen-le-Petit                              | Frohen-sur-Authie                                         |                          | 50° 11′ 43″ nord, 2° 12′ 04″ est | « PA00116165 » | Inscrit                | 1926      | Église Saint-Pierre de Frohen-le-Petit                              |
| Château de Frucourt                                                 | Frucourt                                                  |                          | 49° 59′ 48″ nord, 1° 48′ 33″ est | « PA00116166 » | Classé Inscrit         | 1980 1995 | Château de Frucourt                                                 |
| Moulin à vent de Frucourt                                           | Frucourt                                                  |                          | 49° 59′ 21″ nord, 1° 48′ 28″ est | « PA00116167 » | Inscrit                | 1931      | Moulin à vent de Frucourt                                           |

- Haut – A
- B
- C
- D
- E
- F
- G
- H
- I
- J
- K
- L
- M
- N
- O
- P
- Q
- R
- S
- T
- U
- V
- W
- X
- Y
- Z

### G
| Monument                                      | Commune             | Adresse | Coordonnées                      | Notice         | Protection | Date | Illustration                                  |
| --------------------------------------------- | ------------------- | ------- | -------------------------------- | -------------- | ---------- | ---- | --------------------------------------------- |
| Ancien château de Gamaches                    | Gamaches            |         | 49° 59′ 03″ nord, 1° 33′ 27″ est | « PA00116168 » | Inscrit    | 1986 | Ancien château de Gamaches                    |
| Église Saint-Pierre-et-Saint-Paul de Gamaches | Gamaches            |         | 49° 59′ 09″ nord, 1° 33′ 20″ est | « PA00116169 » | Classé     | 1862 | Église Saint-Pierre-et-Saint-Paul de Gamaches |
| Église Saint-Aignan de Grivesnes              | Grivesnes           |         | 49° 41′ 23″ nord, 2° 28′ 13″ est | « PA80000040 » | Inscrit    | 2003 | Église Saint-Aignan de Grivesnes              |
| Église Saint-Pierre de Guerbigny              | Guerbigny           |         | 49° 42′ 01″ nord, 2° 39′ 41″ est | « PA00116170 » | Classé     | 1919 | Église Saint-Pierre de Guerbigny              |
| Château de Guyencourt-sur-Noye château, ferme | Guyencourt-sur-Noye |         | 49° 46′ 54″ nord, 2° 22′ 11″ est | « PA00116283 » | Inscrit    | 1992 | Château de Guyencourt-sur-Noyechâteau, ferme  |

- Haut – A
- B
- C
- D
- E
- F
- G
- H
- I
- J
- K
- L
- M
- N
- O
- P
- Q
- R
- S
- T
- U
- V
- W
- X
- Y
- Z

### H
| Monument                                                                             | Commune             | Adresse             | Coordonnées                      | Notice         | Protection | Date | Illustration                                                                         |
| ------------------------------------------------------------------------------------ | ------------------- | ------------------- | -------------------------------- | -------------- | ---------- | ---- | ------------------------------------------------------------------------------------ |
| Église Saint-Denis d'Hallencourt                                                     | Hallencourt         |                     | 49° 59′ 35″ nord, 1° 52′ 37″ est | « PA00116171 » | Classé     | 1942 | Église Saint-Denis d'Hallencourt                                                     |
| Église Notre-Dame de Ham église, crypte                                              | Ham                 |                     | 49° 45′ 00″ nord, 3° 04′ 20″ est | « PA00116173 » | Classé     | 1888 | Église Notre-Dame de Haméglise, crypte                                               |
| Château de Ham                                                                       | Ham                 |                     | 49° 44′ 35″ nord, 3° 04′ 26″ est | « PA00116172 » | Inscrit    | 1965 | Château de Ham                                                                       |
| Église Saint-Martin d'Hangest-en-Santerre                                            | Hangest-en-Santerre |                     | 49° 45′ 15″ nord, 2° 36′ 14″ est | « PA00132922 » | Inscrit    | 1994 | Église Saint-Martin d'Hangest-en-Santerre                                            |
| Église Sainte-Marguerite d'Hangest-sur-Somme                                         | Hangest-sur-Somme   |                     | 49° 58′ 47″ nord, 2° 03′ 54″ est | « PA00116174 » | Classé     | 1907 | Église Sainte-Marguerite d'Hangest-sur-Somme                                         |
| Église Saint-Martin d'Harbonnières                                                   | Harbonnières        |                     | 49° 50′ 52″ nord, 2° 40′ 11″ est | « PA00116175 » | Classé     | 1906 | Église Saint-Martin d'Harbonnières                                                   |
| Église Saint-Martin d'Hardecourt-aux-Bois                                            | Hardecourt-aux-Bois |                     | 49° 59′ 28″ nord, 2° 49′ 06″ est | « PA80000117 » | Inscrit    | 2020 | Église Saint-Martin d'Hardecourt-aux-Bois                                            |
| Calvaire d'Havernas                                                                  | Havernas            |                     | 50° 02′ 10″ nord, 2° 14′ 09″ est | « PA00116176 » | Classé     | 1905 | Calvaire d'Havernas                                                                  |
| Château d'Havernas                                                                   | Havernas            | 8 Place de l'Église | 50° 02′ 08″ nord, 2° 13′ 57″ est | « PA80000080 » | Inscrit    | 2014 | Image manquante Téléverser                                                           |
| Château de Hédauville                                                                | Hédauville          |                     | 50° 02′ 41″ nord, 2° 34′ 06″ est | « PA00116177 » | Inscrit    | 1979 | Image manquante Téléverser                                                           |
| Château d'Heilly                                                                     | Heilly              |                     | 49° 57′ 03″ nord, 2° 32′ 05″ est | « PA80000030 » | Inscrit    | 2001 | Château d'Heilly                                                                     |
| Église Saint-Pierre d'Heilly                                                         | Heilly              |                     | 49° 57′ 14″ nord, 2° 32′ 12″ est | « PA80000029 » | Inscrit    | 2001 | Église Saint-Pierre d'Heilly                                                         |
| Château d'Hénencourt                                                                 | Hénencourt          |                     | 50° 00′ 17″ nord, 2° 33′ 45″ est | « PA00116178 » | Classé     | 1984 | Château d'Hénencourt                                                                 |
| La Boîte à Cailloux (Monument commémoratif de l'assemblée du désert des protestants) | Hesbécourt          | La Boîte à Cailloux | 49° 56′ 53″ nord, 3° 09′ 34″ est | « PA80000054 » | Inscrit    | 2007 | La Boîte à Cailloux (Monument commémoratif de l'assemblée du désert des protestants) |
| Église Saint-Martin de Frettemolle                                                   | Hescamps            | Frettemolle         | 49° 43′ 42″ nord, 1° 52′ 12″ est | « PA00116179 » | Inscrit    | 1926 | Église Saint-Martin de Frettemolle                                                   |
| Église Saint-Vaast d'Agnières                                                        | Hescamps            | Agnières            | 49° 42′ 53″ nord, 1° 54′ 15″ est | « PA00116180 » | Classé     | 1995 | Église Saint-Vaast d'Agnières                                                        |
| Église Saint-Firmin d'Heucourt-Croquoison                                            | Heucourt-Croquoison | Croquoison          | 49° 55′ 15″ nord, 1° 52′ 55″ est | « PA80000001 » | Inscrit    | 1996 | Église Saint-Firmin d'Heucourt-Croquoison                                            |
| Manoir de Croquoison                                                                 | Heucourt-Croquoison |                     | 49° 55′ 17″ nord, 1° 52′ 52″ est | « PA00135579 » | Inscrit    | 1995 | Manoir de Croquoison                                                                 |
| Château de Selincourt                                                                | Hornoy-le-Bourg     |                     | 49° 52′ 32″ nord, 1° 53′ 52″ est | « PA80000035 » | Inscrit    | 2003 | Château de Selincourt                                                                |
| Halle d'Hornoy-le-Bourg                                                              | Hornoy-le-Bourg     |                     | 49° 50′ 45″ nord, 1° 53′ 56″ est | « PA00116181 » | Inscrit    | 1960 | Halle d'Hornoy-le-Bourg                                                              |
| Château de Huppy                                                                     | Huppy               |                     | 50° 01′ 40″ nord, 1° 46′ 04″ est | « PA00116182 » | Inscrit    | 1926 | Château de Huppy                                                                     |
| Croix d'Huppy                                                                        | Huppy               |                     | 50° 01′ 37″ nord, 1° 46′ 03″ est | « PA00116183 » | Classé     | 1912 | Croix d'Huppy                                                                        |
| Église Saint-Sulpice d'Huppy                                                         | Huppy               |                     | 50° 01′ 38″ nord, 1° 46′ 04″ est | « PA00116184 » | Classé     | 1907 | Église Saint-Sulpice d'Huppy                                                         |

- Haut – A
- B
- C
- D
- E
- F
- G
- H
- I
- J
- K
- L
- M
- N
- O
- P
- Q
- R
- S
- T
- U
- V
- W
- X
- Y
- Z

### L
| Monument                                                          | Commune                  | Adresse     | Coordonnées                      | Notice         | Protection | Date      | Illustration                                                      |
| ----------------------------------------------------------------- | ------------------------ | ----------- | -------------------------------- | -------------- | ---------- | --------- | ----------------------------------------------------------------- |
| Église Saint-Pierre de Lamotte-Warfusée                           | Lamotte-Warfusée         |             | 49° 52′ 18″ nord, 2° 35′ 25″ est | « PA00132923 » | Inscrit    | 1994      | Église Saint-Pierre de Lamotte-Warfusée                           |
| Château de Poutrincourt                                           | Lanchères                |             | 50° 08′ 49″ nord, 1° 31′ 57″ est | « PA00116185 » | Inscrit    | 1980      | Château de Poutrincourt                                           |
| Château de Tilloloy                                               | Laucourt                 |             | 49° 38′ 44″ nord, 2° 44′ 41″ est | « PA00116285 » | Classé     | 1994      | Château de Tilloloy                                               |
| Camp romain de Liercourt-Érondelle                                | Liercourt                | Les Catelis | 50° 02′ 24″ nord, 1° 53′ 20″ est | « PA00116186 » | Classé     | 1862      | Camp romain de Liercourt-Érondelle                                |
| Église Saint-Riquier de Liercourt                                 | Liercourt                |             | 50° 02′ 04″ nord, 1° 54′ 32″ est | « PA00116187 » | Classé     | 1908      | Église Saint-Riquier de Liercourt                                 |
| Château de Lœuilly                                                | Lœuilly                  |             | 49° 46′ 19″ nord, 2° 10′ 21″ est | « PA80000069 » | Inscrit    | 2010      | Château de Lœuilly                                                |
| Château de Long                                                   | Long                     |             | 50° 02′ 19″ nord, 1° 58′ 52″ est | « PA00116188 » | Inscrit    | 1944 2003 | Château de Long                                                   |
| Église Saint-Jean-Baptiste de Long                                | Long                     |             | 50° 02′ 24″ nord, 1° 58′ 54″ est | « PA00116189 » | Classé     | 2006      | Église Saint-Jean-Baptiste de Long                                |
| Usine hydro-électrique de Long                                    | Long                     |             | 50° 02′ 07″ nord, 1° 59′ 00″ est | « PA00116190 » | Classé     | 1984      | Usine hydro-électrique de Long                                    |
| Collégiale Notre-Dame-de-l'Assomption de Longpré-les-Corps-Saints | Longpré-les-Corps-Saints |             | 50° 00′ 46″ nord, 1° 59′ 25″ est | « PA00116191 » | Classé     | 1908      | Collégiale Notre-Dame-de-l'Assomption de Longpré-les-Corps-Saints |
| Cité-jardin du Château Tourtier                                   | Longueau                 |             | 49° 52′ 33″ nord, 2° 20′ 57″ est | « PA80000061 » | Inscrit    | 2008      | Cité-jardin du Château Tourtier                                   |
| Rotonde ferroviaire de Longueau                                   | Longueau                 |             | 49° 52′ 20″ nord, 2° 20′ 54″ est | « PA80000036 » | Inscrit    | 2003      | Rotonde ferroviaire de Longueau                                   |
| Mémorial national sud-africain du bois Delville                   | Longueval                |             | 50° 01′ 34″ nord, 2° 48′ 15″ est | « PA80000102 » | Inscrit    | 2017      | Mémorial national sud-africain du bois Delville                   |
| Cimetière militaire britannique de Louvencourt                    | Louvencourt              |             | 50° 05′ 21″ nord, 2° 30′ 14″ est | « PA80000093 » | Inscrit    | 2016      | Cimetière militaire britannique de Louvencourt                    |
| Église Saint-Martin de Louvrechy                                  | Louvrechy                |             | 49° 44′ 00″ nord, 2° 23′ 41″ est | « PA00116192 » | Inscrit    | 1969      | Église Saint-Martin de Louvrechy                                  |
| Beffroi de Lucheux                                                | Lucheux                  |             | 50° 11′ 49″ nord, 2° 24′ 40″ est | « PA00116193 » | Classé     | 1896      | Beffroi de Lucheux                                                |
| Château de Lucheux                                                | Lucheux                  | Le Village  | 50° 11′ 53″ nord, 2° 24′ 36″ est | « PA00116194 » | Classé     | 1965      | Château de Lucheux                                                |
| Église Saint-Léger de Lucheux                                     | Lucheux                  |             | 50° 11′ 46″ nord, 2° 24′ 18″ est | « PA00116195 » | Classé     | 1913      | Église Saint-Léger de Lucheux                                     |

- Haut – A
- B
- C
- D
- E
- F
- G
- H
- I
- J
- K
- L
- M
- N
- O
- P
- Q
- R
- S
- T
- U
- V
- W
- X
- Y
- Z

### M
| Monument                                          | Commune                   | Adresse                         | Coordonnées                      | Notice         | Protection     | Date           | Illustration                                      |
| ------------------------------------------------- | ------------------------- | ------------------------------- | -------------------------------- | -------------- | -------------- | -------------- | ------------------------------------------------- |
| Château de Regnière-Écluse(Parcelle AB 8)         | Machy                     |                                 | 50° 16′ 31″ nord, 1° 47′ 19″ est | « PA80000048 » | Inscrit Classé | 1976 2005 2006 | Image manquante Téléverser                        |
| Chapelle Madame                                   | Mailly-Maillet            |                                 | 50° 04′ 26″ nord, 2° 36′ 26″ est | « PA00116196 » | Classé         | 1973           | Chapelle Madame                                   |
| Église Saint-Pierre de Mailly-Maillet             | Mailly-Maillet            |                                 | 50° 04′ 38″ nord, 2° 36′ 16″ est | « PA00116197 » | Classé         | 1901           | Église Saint-Pierre de Mailly-Maillet             |
| Moulin de Visse                                   | Maisnières                |                                 | 50° 00′ 44″ nord, 1° 36′ 32″ est | « PA00116276 » | Inscrit        | 1990           | Moulin de Visse                                   |
| Église Saint-Christophe de Mareuil-Caubert        | Mareuil-Caubert           |                                 | 50° 04′ 06″ nord, 1° 49′ 48″ est | « PA00116198 » | Classé         | 1908           | Église Saint-Christophe de Mareuil-Caubert        |
| Château de Marieux                                | Marieux                   |                                 | 50° 06′ 28″ nord, 2° 26′ 30″ est | « PA00116199 » | Classé Inscrit | 1973           | Château de Marieux                                |
| Domaine du Vivier                                 | Méaulte                   |                                 | 49° 58′ 57″ nord, 2° 38′ 55″ est | « PA00116273 » | Inscrit        | 1990           | Image manquante Téléverser                        |
| Château de Mérélessart                            | Mérélessart               |                                 | 49° 58′ 22″ nord, 1° 51′ 10″ est | « PA00116200 » | Inscrit        | 1986           | Château de Mérélessart                            |
| Château de Méricourt-sur-Somme                    | Étinehem-Méricourt        | Méricourt-sur-Somme             | 49° 54′ 25″ nord, 2° 40′ 19″ est | « PA80000041 » | Inscrit        | 2003           | Château de Méricourt-sur-Somme                    |
| Magasins de la Rue Jules Barni                    | Mers-les-Bains            | 56 à 82 Rue Jules Barni         | 50° 04′ 04″ nord, 1° 23′ 13″ est | « PA80000081 » | Inscrit        | 2014           | Magasins de la Rue Jules Barni                    |
| Villa Rip                                         | Mers-les-Bains            | 62 esplanade du Général-Leclerc | 50° 03′ 56″ nord, 1° 22′ 54″ est | « PA80000057 » | Inscrit        | 2007           | Villa Rip                                         |
| Manoir de Miannay                                 | Miannay                   |                                 | 50° 05′ 43″ nord, 1° 43′ 06″ est | « PA00116201 » | Inscrit        | 1988           | Manoir de Miannay                                 |
| Église Saint-Martin de Millencourt-en-Ponthieu    | Millencourt-en-Ponthieu   | Rue d'en Bas                    | 50° 09′ 12″ nord, 1° 53′ 47″ est | « PA80000082 » | Inscrit        | 2014           | Église Saint-Martin de Millencourt-en-Ponthieu    |
| Église Saint-Pierre de Monchy-Lagache             | Monchy-Lagache            |                                 | 49° 51′ 14″ nord, 3° 02′ 42″ est | « PA80000007 » | Inscrit        | 1998           | Église Saint-Pierre de Monchy-Lagache             |
| Château de Monsures                               | Monsures                  |                                 | 49° 42′ 44″ nord, 2° 09′ 43″ est | « PA00116202 » | Inscrit        | 1926 1970      | Image manquante Téléverser                        |
| Église Saint-Pierre de Montdidier                 | Montdidier                |                                 | 49° 38′ 46″ nord, 2° 34′ 06″ est | « PA00116203 » | Classé         | 1920           | Église Saint-Pierre de Montdidier                 |
| Église Saint-Sépulcre de Montdidier               | Montdidier                |                                 | 49° 38′ 46″ nord, 2° 34′ 05″ est | « PA00116204 » | Classé         | 1920           | Église Saint-Sépulcre de Montdidier               |
| Hôtel de ville de Montdidier                      | Montdidier                |                                 | 49° 38′ 49″ nord, 2° 34′ 01″ est | « PA80000042 » | Inscrit        | 2003           | Hôtel de ville de Montdidier                      |
| Église Saint-Antoine de Montonvillers             | Montonvillers             |                                 | 49° 59′ 33″ nord, 2° 17′ 41″ est | « PA80000022 » | Inscrit        | 2000           | Église Saint-Antoine de Montonvillers             |
| Église Saint-Vaast de Moreuil                     | Moreuil                   |                                 | 49° 46′ 18″ nord, 2° 29′ 02″ est | « PA00132924 » | Inscrit        | 1994           | Église Saint-Vaast de Moreuil                     |
| Château de Digeon                                 | Morvillers-Saint-Saturnin |                                 | 49° 45′ 51″ nord, 1° 47′ 40″ est | « PA80000045 » | Inscrit Classé | 2004 2005      | Image manquante Téléverser                        |
| Église Saint-Samson de Bouillancourt-sous-Miannay | Moyenneville              | Bouillancourt-sous-Miannay      | 50° 05′ 01″ nord, 1° 43′ 05″ est | « PA00116205 » | Inscrit        | 1926           | Église Saint-Samson de Bouillancourt-sous-Miannay |
| Église Saint-Samson de Moyenneville               | Moyenneville              |                                 | 50° 04′ 16″ nord, 1° 44′ 59″ est | « PA00116206 » | Classé         | 1920 1951      | Église Saint-Samson de Moyenneville               |
| Ferme de Valanglart                               | Moyenneville              | Route d'Abbeville               | 50° 04′ 14″ nord, 1° 45′ 05″ est | « PA80000037 » | Inscrit        | 2003           | Ferme de Valanglart                               |

- Haut – A
- B
- C
- D
- E
- F
- G
- H
- I
- J
- K
- L
- M
- N
- O
- P
- Q
- R
- S
- T
- U
- V
- W
- X
- Y
- Z

### N
| Monument                            | Commune              | Adresse       | Coordonnées                      | Notice         | Protection | Date | Illustration                        |
| ----------------------------------- | -------------------- | ------------- | -------------------------------- | -------------- | ---------- | ---- | ----------------------------------- |
| Château de Namps-au-Mont            | Namps-Maisnil        | Namps-au-Mont | 49° 48′ 51″ nord, 2° 06′ 52″ est | « PA00116207 » | Inscrit    | 1976 | Image manquante Téléverser          |
| Église Saint-Martin de Namps-au-Val | Namps-Maisnil        | Namps-au-Val  | 49° 48′ 09″ nord, 2° 06′ 29″ est | « PA00116208 » | Classé     | 1846 | Église Saint-Martin de Namps-au-Val |
| Moulin du Belcan (Naours)           | Naours               |               | 50° 02′ 06″ nord, 2° 16′ 56″ est | « PA00116209 » | Inscrit    | 1961 | Moulin du Belcan (Naours)           |
| Moulin Westmolen (Naours)           | Naours               |               | 50° 02′ 07″ nord, 2° 16′ 53″ est | « PA00116210 » | Inscrit    | 1976 | Moulin Westmolen (Naours)           |
| Manoir de Neuville-Coppegueule      | Neuville-Coppegueule |               | 49° 50′ 49″ nord, 1° 45′ 22″ est | « PA00116211 » | Inscrit    | 1988 | Image manquante Téléverser          |
| Cimetière chinois de Nolette        | Noyelles-sur-Mer     |               | 50° 11′ 10″ nord, 1° 43′ 23″ est | « PA80000094 » | Inscrit    | 2016 | Cimetière chinois de Nolette        |

- Haut – A
- B
- C
- D
- E
- F
- G
- H
- I
- J
- K
- L
- M
- N
- O
- P
- Q
- R
- S
- T
- U
- V
- W
- X
- Y
- Z

### O
| Monument                     | Commune               | Adresse           | Coordonnées                      | Notice         | Protection | Date | Illustration                 |
| ---------------------------- | --------------------- | ----------------- | -------------------------------- | -------------- | ---------- | ---- | ---------------------------- |
| Immeuble                     | Oisemont              | 2 rue Sadi-Carnot | 49° 57′ 17″ nord, 1° 46′ 01″ est | « PA00116212 » | Inscrit    | 1982 | Image manquante Téléverser   |
| Château d'Oissy              | Oissy                 |                   | 49° 54′ 23″ nord, 2° 03′ 00″ est | « PA80000032 » | Inscrit    | 2001 | Château d'Oissy              |
| Mémorial de Pozières         | Ovillers-la-Boisselle |                   | 50° 02′ 03″ nord, 2° 42′ 54″ est | « PA80000089 » | Inscrit    | 2016 | Mémorial de Pozières         |
| Trou de mine de La Boisselle | Ovillers-la-Boisselle |                   | 50° 00′ 56″ nord, 2° 41′ 51″ est | « PA80000004 » | Classé     | 1998 | Trou de mine de La Boisselle |

- Haut – A
- B
- C
- D
- E
- F
- G
- H
- I
- J
- K
- L
- M
- N
- O
- P
- Q
- R
- S
- T
- U
- V
- W
- X
- Y
- Z

### P
| Monument                                                   | Commune                              | Adresse    | Coordonnées                      | Notice         | Protection                    | Date                | Illustration                                               |
| ---------------------------------------------------------- | ------------------------------------ | ---------- | -------------------------------- | -------------- | ----------------------------- | ------------------- | ---------------------------------------------------------- |
| Église Saint-Martin de Pendé (Somme)                       | Pendé                                |            | 50° 09′ 27″ nord, 1° 35′ 03″ est | « PA00116213 » | Inscrit                       | 1926                | Église Saint-Martin de Pendé (Somme)                       |
| Église Saint-Jean-Baptiste de Péronne                      | Péronne                              |            | 49° 55′ 45″ nord, 2° 56′ 06″ est | « PA00116215 » | Classé                        | 1907                | Église Saint-Jean-Baptiste de Péronne                      |
| Porte de Bretagne (Péronne) et vestiges des fortifications | Péronne                              |            | 49° 55′ 53″ nord, 2° 56′ 20″ est | « PA00116216 » | Classé                        | 1925 1944           | Porte de Bretagne (Péronne) et vestiges des fortifications |
| Château-fort de Péronne                                    | Péronne                              |            | 49° 55′ 45″ nord, 2° 55′ 51″ est | « PA00116214 » | Classé                        | 1924                | Château-fort de Péronne                                    |
| Château de Picquigny                                       | Picquigny                            |            | 49° 56′ 36″ nord, 2° 08′ 30″ est | « PA00116217 » | Classé                        | 1906                | Château de Picquigny                                       |
| Collégiale Saint-Martin de Picquigny                       | Picquigny                            |            | 49° 56′ 35″ nord, 2° 08′ 32″ est | « PA00116218 » | Classé                        | 1906 1908           | Collégiale Saint-Martin de Picquigny                       |
| Église Saint-Martin de Piennes-Onvillers                   | Piennes-Onvillers                    |            | 49° 37′ 44″ nord, 2° 38′ 27″ est | « PA00116219 » | Classé                        | 1908                | Église Saint-Martin de Piennes-Onvillers                   |
| Chapelle Notre-Dame-Ô-Pie de Pierregot                     | Pierregot                            |            | 50° 00′ 34″ nord, 2° 23′ 04″ est | « PA00116220 » | Inscrit                       | 1972                | Chapelle Notre-Dame-Ô-Pie de Pierregot                     |
| Château de Pissy                                           | Pissy                                |            | 49° 51′ 34″ nord, 2° 07′ 36″ est | « PA00116270 » | Inscrit                       | 1989                | Château de Pissy                                           |
| Église Saint-Denis de Poix-de-Picardie                     | Poix-de-Picardie                     |            | 49° 46′ 36″ nord, 1° 58′ 57″ est | « PA00116221 » | Classé                        | 1910                | Église Saint-Denis de Poix-de-Picardie                     |
| Château de Querrieu                                        | Pont-Noyelles également sur Querrieu |            | 49° 56′ 23″ nord, 2° 26′ 07″ est | « PA80000014 » | Inscrit                       | 1998                | Château de Querrieu                                        |
| Colonne Faidherbe                                          | Pont-Noyelles                        | Les Vignes | 49° 56′ 33″ nord, 2° 27′ 07″ est | « PA80000043 » | Inscrit                       | 2003                | Colonne Faidherbe                                          |
| Château de Pont-Remy                                       | Pont-Remy                            |            | 50° 03′ 11″ nord, 1° 54′ 18″ est | « PA00125670 » | Inscrit                       | 1993                | Château de Pont-Remy                                       |
| Château de Clermont-Tonnerre (Avenue)                      | Poulainville                         |            | 49° 57′ 55″ nord, 2° 18′ 36″ est | « PA00116222 » | Classé Inscrit Classé Inscrit | 1982 2001 2006 2009 | Image manquante Téléverser                                 |
| Château de Prouzel                                         | Prouzel                              |            | 49° 49′ 08″ nord, 2° 12′ 06″ est | « PA00116223 » | Inscrit                       | 1963                | Image manquante Téléverser                                 |

- Haut – A
- B
- C
- D
- E
- F
- G
- H
- I
- J
- K
- L
- M
- N
- O
- P
- Q
- R
- S
- T
- U
- V
- W
- X
- Y
- Z

### Q
| Monument                        | Commune                   | Adresse | Coordonnées                      | Notice         | Protection | Date | Illustration               |
| ------------------------------- | ------------------------- | ------- | -------------------------------- | -------------- | ---------- | ---- | -------------------------- |
| Château de Querrieu             | Querrieu et Pont-Noyelles |         | 49° 56′ 23″ nord, 2° 26′ 07″ est | « PA80000015 » | Inscrit    | 1998 | Château de Querrieu        |
| Château de Quesnoy-sur-Airaines | Quesnoy-sur-Airaines      |         | 49° 57′ 18″ nord, 1° 59′ 46″ est | « PA00125671 » | Inscrit    | 1993 | Image manquante Téléverser |
| Château de Quevauvillers        | Quevauvillers             |         | 49° 49′ 32″ nord, 2° 04′ 48″ est | « PA80000062 » | Inscrit    | 2008 | Château de Quevauvillers   |

- Haut – A
- B
- C
- D
- E
- F
- G
- H
- I
- J
- K
- L
- M
- N
- O
- P
- Q
- R
- S
- T
- U
- V
- W
- X
- Y
- Z

### R
| Monument                                              | Commune            | Adresse                         | Coordonnées                      | Notice         | Protection     | Date           | Illustration                                          |
| ----------------------------------------------------- | ------------------ | ------------------------------- | -------------------------------- | -------------- | -------------- | -------------- | ----------------------------------------------------- |
| Château de Raincheval                                 | Raincheval         |                                 | 50° 04′ 28″ nord, 2° 26′ 10″ est | « PA00116224 » | Inscrit        | 1975           | Château de Raincheval                                 |
| Château de Rambures                                   | Rambures           |                                 | 49° 56′ 40″ nord, 1° 42′ 27″ est | « PA00116225 » | Classé         | 1927           | Château de Rambures                                   |
| Parc et Roseraie du château de Rambures               | Rambures           |                                 | 49° 56′ 40″ nord, 1° 42′ 27″ est | « PA00116225 » | Inscrit        | 2003           | Parc et Roseraie du château de Rambures               |
| Cimetière militaire allemand de Rancourt (l'oratoire) | Rancourt           |                                 | 49° 59′ 49″ nord, 2° 54′ 18″ est | « PA80000091 » | Inscrit        | 2016           | Cimetière militaire allemand de Rancourt (l'oratoire) |
| Château de Regnière-Écluse                            | Regnière-Écluse    |                                 | 50° 16′ 55″ nord, 1° 46′ 25″ est | « PA00116226 » | Inscrit Classé | 1976 2005 2006 | Château de Regnière-Écluse                            |
| Église Saint-Martin de Regnière-Écluse                | Regnière-Écluse    | Rue du Régiment de la Chaudière | 50° 16′ 45″ nord, 1° 46′ 07″ est | « PA80000083 » | Inscrit        | 2014           | Église Saint-Martin de Regnière-Écluse                |
| Château de Remaisnil                                  | Remaisnil          |                                 | 50° 11′ 58″ nord, 2° 14′ 31″ est | « PA00116227 » | Inscrit        | 1986           | Château de Remaisnil                                  |
| Château de Boufflers                                  | Remiencourt        |                                 | 49° 47′ 12″ nord, 2° 23′ 01″ est | « PA00116228 » | Inscrit        | 1973 2020      | Château de Boufflers                                  |
| Château du Saulchoix (Parc)                           | Revelles           |                                 | 49° 51′ 09″ nord, 2° 08′ 12″ est | « PA80000067 » | Inscrit        | 2009           | Image manquante Téléverser                            |
| Château de Ribeaucourt                                | Ribeaucourt        |                                 | 50° 07′ 12″ nord, 2° 06′ 59″ est | « PA00116229 » | Inscrit        | 1984           | Château de Ribeaucourt                                |
| Château d'Heilly (Parc)                               | Ribemont-sur-Ancre |                                 | 49° 57′ 26″ nord, 2° 33′ 32″ est | « PA80000031 » | Inscrit        | 2001           | Image manquante Téléverser                            |
| Église Saint-Gervais-et-Saint-Protais de Riencourt    | Riencourt          |                                 | 49° 55′ 18″ nord, 2° 03′ 01″ est | « PA00116230 » | Inscrit        | 1926           | Église Saint-Gervais-et-Saint-Protais de Riencourt    |
| Église Saint-Pierre de Roye                           | Roye               |                                 | 49° 41′ 52″ nord, 2° 47′ 21″ est | « PA00116231 » | Classé         | 1908 1924 1997 | Église Saint-Pierre de Roye                           |
| Remparts de Roye                                      | Roye               |                                 | 49° 41′ 48″ nord, 2° 47′ 14″ est | « PA00116286 » | Inscrit        | 1992           | Remparts de Roye                                      |
| Beffroi de Rue                                        | Rue                |                                 | 50° 16′ 21″ nord, 1° 40′ 08″ est | « PA00116232 » | Inscrit        | 1926           | Beffroi de Rue                                        |
| Bâtiments adjacents au beffroi                        | Rue                |                                 | 50° 16′ 22″ nord, 1° 40′ 07″ est | « PA80000088 » | Inscrit        | 2015           | Bâtiments adjacents au beffroi                        |
| Chapelle de l'hospice de Rue                          | Rue                |                                 | 50° 16′ 20″ nord, 1° 40′ 10″ est | « PA00116233 » | Classé         | 1921           | Chapelle de l'hospice de Rue                          |
| Chapelle du Saint-Esprit de Rue                       | Rue                |                                 | 50° 16′ 23″ nord, 1° 40′ 03″ est | « PA00116234 » | Classé         | 1840           | Chapelle du Saint-Esprit de Rue                       |
| Château du Broutel                                    | Rue                |                                 | 50° 15′ 54″ nord, 1° 40′ 39″ est | « PA00116235 » | Inscrit        | 1969           | Château du Broutel                                    |
| Maison à pans de bois, rue des Soufflets à Rue        | Rue                | 2 rue des Soufflets             | 50° 16′ 23″ nord, 1° 40′ 02″ est | « PA00116236 » | Classé         | 1979           | Maison à pans de bois, rue des Soufflets à Rue        |
| Manoir de Rumigny                                     | Rumigny            | 7 grande rue du Quai            | 49° 48′ 25″ nord, 2° 16′ 51″ est | « PA00116237 » | Inscrit        | 1926           | Image manquante Téléverser                            |

- Haut – A
- B
- C
- D
- E
- F
- G
- H
- I
- J
- K
- L
- M
- N
- O
- P
- Q
- R
- S
- T
- U
- V
- W
- X
- Y
- Z

### S
| Monument                                      | Commune                | Adresse               | Coordonnées                      | Notice         | Protection     | Date      | Illustration                                  |
| --------------------------------------------- | ---------------------- | --------------------- | -------------------------------- | -------------- | -------------- | --------- | --------------------------------------------- |
| Domaine de La Roseraie                        | Sains-en-Amiénois      |                       | 49° 48′ 49″ nord, 2° 19′ 15″ est | « PA80000114 » | Inscrit        | 2020      | Image manquante Téléverser                    |
| Chapelle de Briost                            | Saint-Christ-Briost    |                       | 49° 51′ 29″ nord, 2° 55′ 18″ est | « PA00116238 » | Classé         | 1922      | Chapelle de Briost                            |
| Cimetière de Saint-Christ-Briost              | Saint-Christ-Briost    |                       | 49° 51′ 28″ nord, 2° 55′ 18″ est | « PA00116239 » | Classé         | 1926      | Image manquante Téléverser                    |
| Abbaye de Saint-Fuscien                       | Saint-Fuscien          |                       | 49° 50′ 18″ nord, 2° 18′ 56″ est | « PA00116240 » | Inscrit        | 1988      | Abbaye de Saint-Fuscien                       |
| Château de Saint-Gratien                      | Saint-Gratien          |                       | 49° 57′ 48″ nord, 2° 24′ 34″ est | « PA00116241 » | Inscrit        | 1954      | Château de Saint-Gratien                      |
| Église Saint-Ménelé de Saint-Maulvis          | Saint-Maulvis          |                       | 49° 54′ 18″ nord, 1° 50′ 14″ est | « PA00116242 » | Inscrit        | 1926      | Église Saint-Ménelé de Saint-Maulvis          |
| Église Saint-Vincent de Saint-Maxent          | Saint-Maxent           | Place de l'Église     | 50° 00′ 21″ nord, 1° 43′ 48″ est | « PA80000084 » | Inscrit        | 2014      | Église Saint-Vincent de Saint-Maxent          |
| Moulin de Saint-Maxent                        | Saint-Maxent           |                       | 50° 00′ 40″ nord, 1° 44′ 03″ est | « PA00116243 » | Classé         | 1948      | Moulin de Saint-Maxent                        |
| Abbatiale de Saint-Riquier                    | Saint-Riquier          |                       | 50° 08′ 03″ nord, 1° 56′ 55″ est | « PA00116244 » | Classé         | 1840      | Abbatiale de Saint-Riquier                    |
| Abbaye de Saint-Riquier                       | Saint-Riquier          |                       | 50° 08′ 03″ nord, 1° 56′ 55″ est | « PA00116244 » | Classé         | 1960 1965 | Abbaye de Saint-Riquier                       |
| Beffroi de Saint-Riquier                      | Saint-Riquier          |                       | 50° 08′ 03″ nord, 1° 56′ 47″ est | « PA00116245 » | Inscrit        | 1943      | Beffroi de Saint-Riquier                      |
| Ancien château de Drugy                       | Saint-Riquier          | Rue de Drugy          | 50° 07′ 48″ nord, 1° 56′ 04″ est | « PA00116246 » | Inscrit        | 1943      | Image manquante Téléverser                    |
| Hôtel-Dieu de Saint-Riquier                   | Saint-Riquier          |                       | 50° 08′ 08″ nord, 1° 56′ 45″ est | « PA00116247 » | Inscrit        | 1952      | Hôtel-Dieu de Saint-Riquier                   |
| Hôtel du Cygne                                | Saint-Riquier          | 14 rue de l'Hôpital   | 50° 08′ 05″ nord, 1° 56′ 48″ est | « PA80000024 » | Inscrit        | 2001      | Image manquante Téléverser                    |
| Maison Napoléon                               | Saint-Riquier          | Rue au Sac            | 50° 08′ 00″ nord, 1° 56′ 48″ est | « PA00116248 » | Inscrit        | 1965      | Maison Napoléon                               |
| Tour Margot                                   | Saint-Riquier          | Rue aux Flacons       | 50° 08′ 12″ nord, 1° 56′ 59″ est | « PA00116249 » | Inscrit        | 1943      | Image manquante Téléverser                    |
| Abbaye de Saint-Valery-sur-Somme              | Saint-Valery-sur-Somme | 1 rue des Processions | 50° 11′ 15″ nord, 1° 37′ 20″ est | « PA00116271 » | Inscrit        | 1989      | Abbaye de Saint-Valery-sur-Somme              |
| Église Saint-Martin de Saint-Valery-sur-Somme | Saint-Valery-sur-Somme |                       | 50° 11′ 19″ nord, 1° 37′ 50″ est | « PA00116250 » | Inscrit        | 1926      | Église Saint-Martin de Saint-Valery-sur-Somme |
| Entrepôt aux sels de Saint-Valery-sur-Somme   | Saint-Valery-sur-Somme |                       | 50° 10′ 56″ nord, 1° 38′ 36″ est | « PA00116277 » | Classé         | 1991      | Entrepôt aux sels de Saint-Valery-sur-Somme   |
| Porte Guillaume                               | Saint-Valery-sur-Somme |                       | 50° 11′ 20″ nord, 1° 37′ 34″ est | « PA00116251 » | Classé         | 1907      | Porte Guillaume                               |
| Porte de Nevers                               | Saint-Valery-sur-Somme |                       | 50° 11′ 18″ nord, 1° 37′ 52″ est | « PA00116252 » | Classé         | 1907      | Porte de Nevers                               |
| Château de Senarpont                          | Senarpont              |                       | 49° 53′ 13″ nord, 1° 43′ 12″ est | « PA00116253 » | Inscrit        | 1926      | Image manquante Téléverser                    |
| Église Saint-Denis de Senarpont               | Senarpont              |                       | 49° 53′ 19″ nord, 1° 42′ 59″ est | « PA80000058 » | Inscrit        | 2008      | Église Saint-Denis de Senarpont               |
| Chapelle Saint-Lambert de Sentelie            | Sentelie               | Cimetière             | 49° 43′ 13″ nord, 2° 01′ 45″ est | « PA00116254 » | Inscrit        | 1926      | Chapelle Saint-Lambert de Sentelie            |
| Château de Suzanne                            | Suzanne                |                       | 49° 56′ 54″ nord, 2° 45′ 57″ est | « PA00116255 » | Classé Inscrit | 1984      | Château de Suzanne                            |

- Haut – A
- B
- C
- D
- E
- F
- G
- H
- I
- J
- K
- L
- M
- N
- O
- P
- Q
- R
- S
- T
- U
- V
- W
- X
- Y
- Z

### T
| Monument                                                                   | Commune                                          | Adresse                | Coordonnées                      | Notice         | Protection | Date | Illustration                                                               |
| -------------------------------------------------------------------------- | ------------------------------------------------ | ---------------------- | -------------------------------- | -------------- | ---------- | ---- | -------------------------------------------------------------------------- |
| Château de Tailly-l'Arbre-à-Mouches                                        | Tailly                                           |                        | 49° 55′ 52″ nord, 1° 56′ 22″ est | « PA00135580 » | Inscrit    | 1995 | Château de Tailly-l'Arbre-à-Mouches                                        |
| Mémorial de Thiepval                                                       | Thiepval (également sur la commune de Authuille) |                        | 50° 03′ 02″ nord, 2° 41′ 09″ est | « PA80000092 » | Inscrit    | 2016 | Mémorial de Thiepval                                                       |
| Cimetière militaire britannique de la route du moulin (Mill Road Cemetery) | Thiepval                                         |                        | 50° 03′ 40″ nord, 2° 41′ 00″ est | « PA80000096 » | Inscrit    | 2016 | Cimetière militaire britannique de la route du moulin (Mill Road Cemetery) |
| Tour d'Ulster                                                              | Thiepval                                         |                        | 50° 03′ 43″ nord, 2° 40′ 52″ est | « PA80000095 » | Inscrit    | 2016 | Tour d'Ulster                                                              |
| Calvaire de Thoix                                                          | Thoix                                            |                        | 49° 42′ 17″ nord, 2° 04′ 04″ est | « PA00116256 » | Classé     | 1942 | Calvaire de Thoix                                                          |
| Château de Tilloloy                                                        | Tilloloy                                         |                        | 49° 38′ 44″ nord, 2° 44′ 41″ est | « PA00116284 » | Classé     | 1994 | Château de Tilloloy                                                        |
| Église Notre-Dame-de-Lorette                                               | Tilloloy                                         |                        | 49° 38′ 46″ nord, 2° 44′ 46″ est | « PA00116257 » | Classé     | 1840 | Église Notre-Dame-de-Lorette                                               |
| Château de Tilloy-lès-Conty                                                | Tilloy-lès-Conty                                 | 13 place de la Liberté | 49° 45′ 12″ nord, 2° 10′ 44″ est | « PA80000047 » | Inscrit    | 2004 | Château de Tilloy-lès-Conty                                                |
| Domaine de Rogeant                                                         | Tœufles                                          |                        | 50° 03′ 52″ nord, 1° 42′ 29″ est | « PA80000115 » | Inscrit    | 2020 | Image manquante Téléverser                                                 |
| Église Saint-Valery                                                        | Tœufles                                          |                        | 50° 04′ 02″ nord, 1° 43′ 00″ est | « PA00116258 » | Inscrit    | 1926 | Église Saint-Valery                                                        |
| Croix de Jean                                                              | Toutencourt                                      |                        | 50° 02′ 08″ nord, 2° 27′ 35″ est | « PA00116259 » | Inscrit    | 1847 | Croix de Jean                                                              |
| Motte castrale                                                             | Toutencourt                                      | Rue de l'Église        | 50° 02′ 01″ nord, 2° 27′ 24″ est | « PA80000073 » | Inscrit    | 2012 | Motte castrale                                                             |
| Château de Busménard                                                       | Le Translay                                      |                        | 49° 58′ 17″ nord, 1° 39′ 10″ est | « PA80000044 » | Inscrit    | 2003 | Château de Busménard                                                       |
| Château Buiret                                                             | Tully                                            | 45 rue Jean Catelas    | 50° 04′ 57″ nord, 1° 30′ 43″ est | « PA80000077 » | Inscrit    | 2013 | Château Buiret                                                             |

- Haut – A
- B
- C
- D
- E
- F
- G
- H
- I
- J
- K
- L
- M
- N
- O
- P
- Q
- R
- S
- T
- U
- V
- W
- X
- Y
- Z

### V
| Monument                                                      | Commune                                                   | Adresse       | Coordonnées                      | Notice         | Protection     | Date           | Illustration                                                  |
| ------------------------------------------------------------- | --------------------------------------------------------- | ------------- | -------------------------------- | -------------- | -------------- | -------------- | ------------------------------------------------------------- |
| Château de Vadencourt                                         | Vadencourt                                                |               | 50° 00′ 20″ nord, 2° 29′ 20″ est | « PA00116260 » | Inscrit        | 1988           | Château de Vadencourt                                         |
| Château de Vauchelles-lès-Domart                              | Vauchelles-lès-Domart                                     |               | 50° 03′ 10″ nord, 2° 03′ 18″ est | « PA00116261 » | Classé         | 1976           | Château de Vauchelles-lès-Domart                              |
| Château de Poireauville                                       | Vaudricourt                                               |               | 50° 07′ 20″ nord, 1° 32′ 45″ est | « PA00116262 » | Inscrit        | 1979           | Image manquante Téléverser                                    |
| Église Saint-Éloi de Vauvillers                               | Vauvillers                                                |               | 49° 50′ 55″ nord, 2° 42′ 11″ est | « PA00116263 » | Inscrit        | 1926 2002      | Église Saint-Éloi de Vauvillers                               |
| Usine Saint-Frères                                            | Ville-le-Marclet                                          |               | 50° 01′ 10″ nord, 2° 04′ 44″ est | « PA80000016 » | Inscrit        | 1998           | Image manquante Téléverser                                    |
| Mémorial national australien de Villers-Bretonneux            | Villers-Bretonneux (également sur la commune de Fouilloy) |               | 49° 53′ 13″ nord, 2° 30′ 45″ est | « PA80000103 » | Inscrit        | 2017           | Mémorial national australien de Villers-Bretonneux            |
| Église de la Nativité-de-la-Sainte-Vierge de Villers-Campsart | Villers-Campsart                                          |               | 49° 52′ 10″ nord, 1° 49′ 55″ est | « PA00116264 » | Inscrit        | 1926           | Église de la Nativité-de-la-Sainte-Vierge de Villers-Campsart |
| Château d'Happlaincourt                                       | Villers-Carbonnel                                         |               | 49° 52′ 18″ nord, 2° 55′ 14″ est | « PA00116265 » | Inscrit        | 1926           | Château d'Happlaincourt                                       |
| Église Notre-Dame-de-l'Assomption de Villers-sur-Authie       | Villers-sur-Authie                                        |               | 50° 19′ 03″ nord, 1° 41′ 28″ est | « PA00116266 » | Inscrit        | 1926           | Église Notre-Dame-de-l'Assomption de Villers-sur-Authie       |
| Église de la Nativité-de-la-Sainte-Vierge de Vismes-au-Val    | Vismes                                                    | Vismes-au-Val | 50° 00′ 42″ nord, 1° 40′ 24″ est | « PA00116267 » | Classé         | 1920           | Église de la Nativité-de-la-Sainte-Vierge de Vismes-au-Val    |
| Église Saint-Martin de Vitz-sur-Authie                        | Vitz-sur-Authie                                           |               | 50° 15′ 04″ nord, 2° 03′ 44″ est | « PA00116268 » | Inscrit        | 1969           | Église Saint-Martin de Vitz-sur-Authie                        |
| Château de Regnière-Écluse (Partie du parc à gibier)          | Vron                                                      |               | 50° 18′ 28″ nord, 1° 46′ 47″ est | « PA80000050 » | Inscrit Classé | 1976 2005 2006 | Château de Regnière-Écluse (Partie du parc à gibier)          |

- Haut – A
- B
- C
- D
- E
- F
- G
- H
- I
- J
- K
- L
- M
- N
- O
- P
- Q
- R
- S
- T
- U
- V
- W
- X
- Y
- Z

### W
| Monument                    | Commune | Adresse     | Coordonnées                      | Notice         | Protection | Date | Illustration                |
| --------------------------- | ------- | ----------- | -------------------------------- | -------------- | ---------- | ---- | --------------------------- |
| Église Saint-Apré de Warlus | Warlus  | Rue du Boël | 49° 55′ 28″ nord, 1° 56′ 40″ est | « PA00116269 » | Classé     | 1969 | Église Saint-Apré de Warlus |

- Haut – A
- B
- C
- D
- E
- F
- G
- H
- I
- J
- K
- L
- M
- N
- O
- P
- Q
- R
- S
- T
- U
- V
- W
- X
- Y
- Z

### Y
| Monument                      | Commune    | Adresse         | Coordonnées                      | Notice         | Protection | Date | Illustration                  |
| ----------------------------- | ---------- | --------------- | -------------------------------- | -------------- | ---------- | ---- | ----------------------------- |
| Église Saint-Martin d'Yvrench | Yvrench    | Rue de l'Église | 50° 10′ 43″ nord, 2° 00′ 12″ est | « PA80000085 » | Inscrit    | 2014 | Église Saint-Martin d'Yvrench |
| Château d'Yzengremer          | Yzengremer | Rue du Château  | 50° 03′ 28″ nord, 1° 31′ 07″ est | « PA80000105 » | Inscrit    | 2018 | Image manquante Téléverser    |

- Haut – A
- B
- C
- D
- E
- F
- G
- H
- I
- J
- K
- L
- M
- N
- O
- P
- Q
- R
- S
- T
- U
- V
- W
- X
- Y
- Z